# Francis William Aston

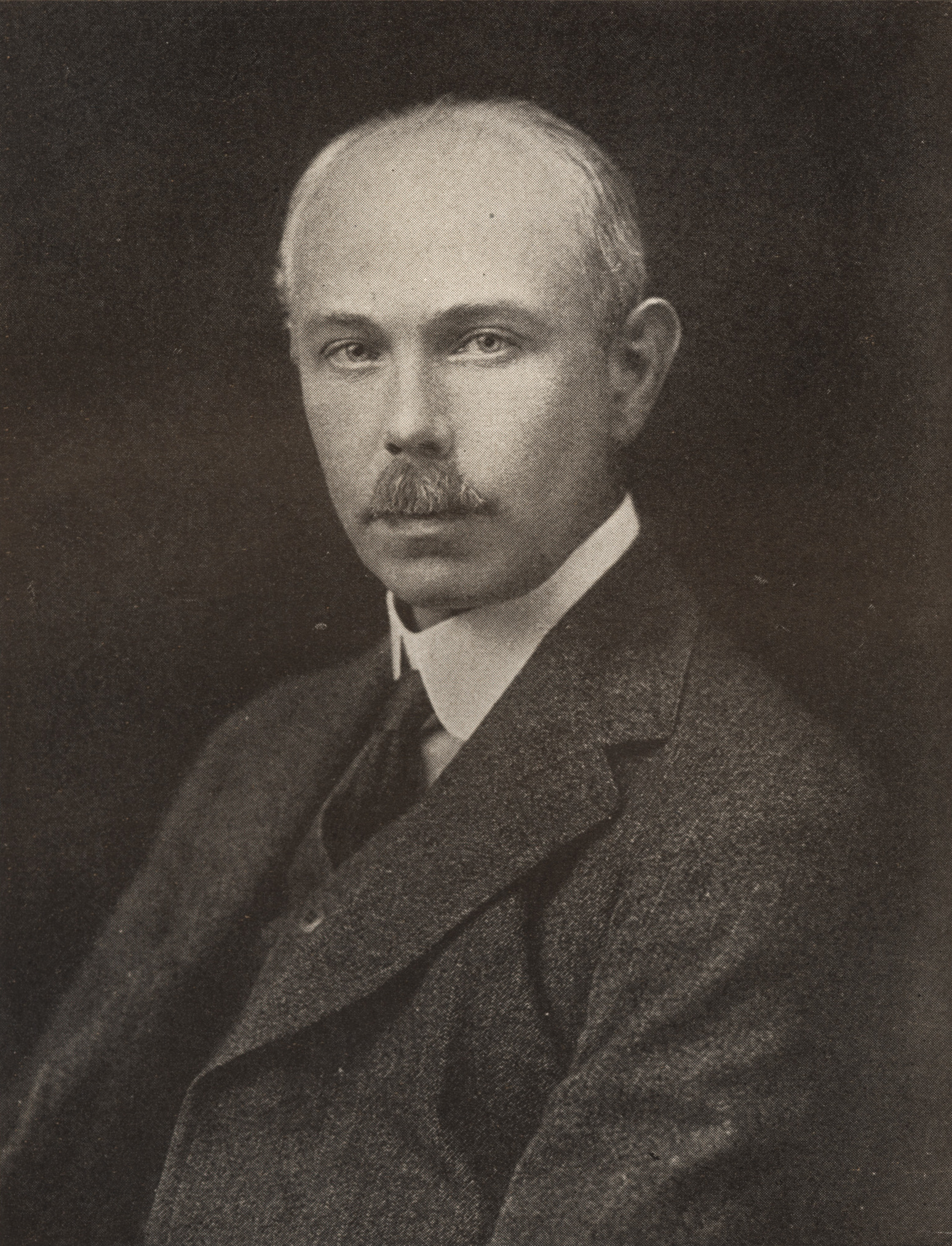
Francis William Aston

Francis William Aston (* 1. September 1877 in Harborne (seit 1891 zu Birmingham); † 20. November 1945 in Cambridge) war ein englischer Chemiker und Physiker sowie Nobelpreisträger (Chemie 1922).

## Leben und Wirken
Aston studierte nach Abschluss seiner Schulzeit zunächst Chemie. Die damaligen Entwicklungen in der Physik bewogen ihn, über ein Stipendium 1903 ein weiteres Studium der Physik an der Universität von Birmingham nahe seinem Geburtsort Harborne aufzunehmen, nach dessen Abschluss er sich auf die Physik der Gasentladungsröhre konzentrierte. Bei diesen Arbeiten entdeckte er während einer Glimmentladung direkt an der Kathode vor dem ersten Kathodenlichtsaum eine hauchfeine, dunkle Schicht, die nach ihm der „Astonsche Dunkelraum“ („Aston Dark Space“) benannt wurde.
1909 folgte er einer Einladung von Sir Joseph John Thomson an das Cavendish-Laboratorium in Cambridge und befasste sich dort mit der Identifizierung der Neonisotope. Dazu hielt er Vorlesungen am Trinity College. Seine Arbeiten wurden durch den Ersten Weltkrieg unterbrochen, nach dessen Ende er 1919 wieder an seine Arbeiten zurückkehrte. Er entwickelte während seiner Forschung 1901 eine Methode der elektromagnetischen Fokussierung von Partikelstrahlen (elektromagnetischer Massenspektrograph), die zur Entwicklung des ersten Massenspektrometers (1918) führte. Mit dessen Hilfe identifizierte er mehr als 200 der 287 natürlich vorkommenden Isotope. Bereits 1919 postulierte er die extrem energiereiche Fusion von Wasserstoff zu Helium. Insgesamt entwickelte Aston drei Generationen von Massenspektrographen, jeder war dabei ungefähr eine Größenordnung genauer als der Vorgänger.
1922 erhielt er den Nobelpreis in Chemie „für seine Entdeckung von Isotopen, darunter weitgehend die nicht-radioaktiver Elemente unter Zuhilfenahme seines Massenspektrographen und für seine Formulierung der ‚Regel der Ganzzahligkeit‘ [Whole Number Rule].“ Eine Regel, die besagt, dass die atomaren Massen 
aller chemischen Elemente ganzzahlige Vielfache der Masse des Wasserstoffs seien, war schon 1815 von William Prout formuliert worden. Astons Massenspektroskopieexperimente erlaubten ihm zu zeigen, dass die zahlreichen bis dato gefundenen Abweichungen davon weitgehend durch die Existenz verschiedener Isotope der Elemente erklärt werden kann und mit viel größerer Genauigkeit für die atomaren Massen aller Isotope gilt. Aus technischen Gründen bezog er sich bei der Definition der Einheit der atomaren Masse auf die des Sauerstoffs und formulierte: „Bei definierter Masse des Sauerstoffisotops [16O] haben alle anderen Isotope Massen, die ziemlich nahe ganzer Zahlen liegen.“ Astons Messungen erlaubten ihm auch für Isotope systematische Abweichungen von der Ganzzahlregel festzustellen, die er mit der Bindungsenergie der Bestandteile erklärte. Sowohl die Regel als auch die Abweichungen erwiesen sich als bedeutsam für das Verständnis der Struktur des Atoms.
Nach ihm auch die „Astonsche Regel“ oder „(Astonsche) Isotopenregel“ benannt, besagt: Chemische Elemente mit ungerader Ordnungszahl haben nie mehr als zwei stabile Isotope.
Herausragend unter seinen Veröffentlichungen sind die Werke Isotopen (Isotopes, 1922) und Massenspektren und Isotopen (Mass-Spectra and Isotopes, 1933). 

## Ehrungen
Bereits vor seiner Nobelpreisverleihung wurde er 1921 in die Royal Society aufgenommen. Im Jahr 1922 erhielt er die Hughes-Medaille. Seit Dezember 1924 war er auswärtiges korrespondierendes Mitglied der Russischen Akademie der Wissenschaften und der Accademia dei Lincei seit 1927. 1932 erhielt er den Liversidge Award der Royal Society of Chemistry, 1938 wurde ihm die Royal Medal der Royal Society verliehen. Zu seinen Ehren wurde der Mondkrater „Aston“ sowie die Version 1.0 der Software OpenChrom benannt.

## Schriften (Auswahl)
- Isotopes. Edward Arnold & Co., London 1922 (Digitalisat).
- Mass-Spectra and Isotopes. Edward Arnold & Co., London 1933 Digitalisat der 2. Auflage von 1942
- Bakerian Lecture. A new mass-spectrograph and the whole number rule. In: Proc. R. Soc. Lond. A. Band 115, 1927, S. 487–514, doi:10.1098/rspa.1927.0106.